# IUnknown
IUnknownインターフェイスは、Component Object Model (COM) において基盤となる抽象型である。COMの仕様では、すべてのCOMオブジェクトはIUnknownインターフェイスを実装していなければならないとされている。すなわち、IUnknownは、COMにおけるルートクラスである。また、すべてのCOMインターフェイスはIUnknownの派生型である。

## メソッド
IUnknownには、QueryInterface、AddRef、Releaseの3つのメソッドがある。QueryInterfaceは、ほかに実装しているインターフェイスを問い合わせ、取得するメソッドである。AddRefとReleaseは、それぞれ参照カウントの増減を行う。
- QueryInterfaceはインターフェイスを識別するGUID（通常インターフェイスIDと呼び、IIDとも略される）に基づいて、他のインターフェイスへのポインタを得るために用いる。COMインターフェイスは任意のインターフェイスを継承することができ、COMオブジェクトは1つ以上の任意のインターフェイスを実装することができるが、対象のCOMオブジェクトが実装していないインターフェイスを要求された場合には、エラー値としてE_NOINTERFACEを返す。
  - なお、すべてのCOMオブジェクトはIUnknownを実装しているという性質上、IUnknownのIIDを第1引数に指定したQueryInterfaceは必ず成功する。
- AddRefはクライアントがこのCOMオブジェクトの参照を始めることを伝えるために用いる。
- ReleaseはクライアントがこのCOMオブジェクトの使用を終了することを伝えるために用いる。

```
interface
 
IUnknown

{

    
virtual
 
HRESULT
 
STDMETHODCALLTYPE
 
QueryInterface
(
REFIID
 
riid
,
 
void
 
**
ppvObject
)
 
=
 
0
;

    
virtual
 
ULONG
 
STDMETHODCALLTYPE
 
AddRef
(
void
)
 
=
 
0
;

    
virtual
 
ULONG
 
STDMETHODCALLTYPE
 
Release
(
void
)
 
=
 
0
;

};

```

AddRefとReleaseの戻り値は現在の参照カウントの値であるが、あくまでテスト用を目的としている。
QueryInterfaceのようないくつかのメソッドの内部では、成功した場合にAddRefを呼び出して参照カウントを増加させる。参照カウントを正しく把握してオブジェクトのライフサイクルを管理することはCOMクライアント側の責任でもある。RAIIをサポートするC++では、COMインターフェイスをラップして解放処理を自動化するためのスマートポインタが、ATLを始めとするいくつかのテンプレートライブラリによって定義されている。
QueryInterfaceはC++のdynamic_castに相当する機能を言語非依存で実現するものである。つまり、安全なダウンキャストやクロスキャストに使うことができる。
なお、IUnknownのインターフェイスIDは、{00000000-0000-0000-C000-000000000046}と定義されている。

### C++
COMの仕様にはないが、Windows SDK（旧Platform SDK）に用意されているヘッダーファイルをC++で用いると、テンプレートによって型安全性を向上させた次のようなQueryInterfaceのオーバーロードが定義される。
```
template
<
class
 
Q
>

HRESULT
 
STDMETHODCALLTYPE
 
QueryInterface
(
Q
**
 
pp
)

{

    
return
 
QueryInterface
(
__uuidof
(
Q
),
 
(
void
 
**
)
pp
);

}

```

なお、__uuidof(Q)は、型Qに関連付けられたGUIDを取得するVisual C++の拡張機能である。こちらを用いると、第2引数で指定するインターフェイスへのポインタ（実際にはポインタ変数のアドレスを渡す）と異なるインターフェイスIDを第1引数に指定してしまうという誤りを避けることが可能である。

## 役割
前述のように、IUnknownは実装しているほかのインターフェイスの問い合わせ・取得（QueryInterface）と参照カウントの管理を行うメソッドを持っているのみである。そして、すべてのCOMインターフェイスはIUnknownから派生（直接に、またはIUnknownから派生したインターフェイスから派生することによって間接的に）しているため、すべてのCOMインターフェイスで必ずこれらのメソッドが呼び出し可能であることが保証される。
ただし、IUnknownを直接扱う有用な例は少ない。
2つの異なるインターフェイスポインタが同じCOMオブジェクトを指すものであるか否かを調べるには、IUnknownのIIDを指定したQueryInterfaceの呼び出しを双方で行い、得られたインターフェイスへのポインタが一致するか否かを調べるとよい。これは、あるCOMオブジェクトに対し、IUnknownのIIDを指定したQueryInterfaceの呼び出しで得られるポインタは、かならず（どのインターフェイスでQueryInterfaceを呼んでも）同じポインタ値となる保証があるためである（逆に言えば、実装者はそのように実装する必要がある）。
```
bool
 
EqualObject
(
IUnknown
*
 
lhs
,
 
IUnknown
*
 
rhs
)

{

    
bool
 
ret
 
=
 
false
;

    
IUnknown
*
 
lhsUnk
;

    
if
 
(
SUCCEEDED
(
lhs
->
QueryInterface
(
&
lhsUnk
)))

    
{

        
IUnknown
*
 
rhsUnk
;

        
if
 
(
SUCCEEDED
(
rhs
->
QueryInterface
(
&
rhsUnk
)))

        
{

            
ret
 
=
 
(
lhsUnk
 
==
 
rhsUnk
);

            
rhsUnk
->
Release
();

        
}

        
lhsUnk
->
Release
();

    
}

    
return
 
ret
;

}

```

C++でCOMクライアントを実装する場合、たとえインターフェイスIBaseとインターフェイスIDerivedの間に継承関係があったとしても、IUnknown::QueryInterface()の代わりにdynamic_castを使ってダウンキャストを実行してはいけない。COMサーバーはC++で実装されているとは限らないからである。ATLには、引数付きコンストラクタや代入演算子オーバーロードにおいてQueryInterfaceを暗黙的に実行し、IUnknownまたは派生インターフェイスへのポインタから暗黙的に変換するスマートポインタCComQIPtrも用意されている（オブジェクトがインターフェイスを実装しておらず、変換に失敗した場合、CComQIPtrはヌルポインタ相当の空オブジェクトとなる）。
なお、.NET Frameworkおよび.NETにはCOM相互運用機能が用意されている。System.Runtime.InteropServices.Marshalクラスを使うことで、ローレベルな相互運用コードを手動で記述することも可能だが、COMコンポーネントのタイプライブラリをインポートして.NET言語から利用できるようにするユーティリティツール（TlbImp.exe）を使うのが簡単である。Microsoft Visual Studioにも統合されており、タイプライブラリを参照設定に追加するだけで、C#やVisual Basic .NETといったマネージ言語で書かれたアプリケーションソフトウェアからCOMコンポーネントを利用することができるようになる。マネージ言語ではIUnknown::QueryInterface()の代わりにキャスト構文を使用することができ、COMコクラスが指定のインターフェイスを実装していなかった場合はSystem.InvalidCastExceptionがスローされる。